# Cetate

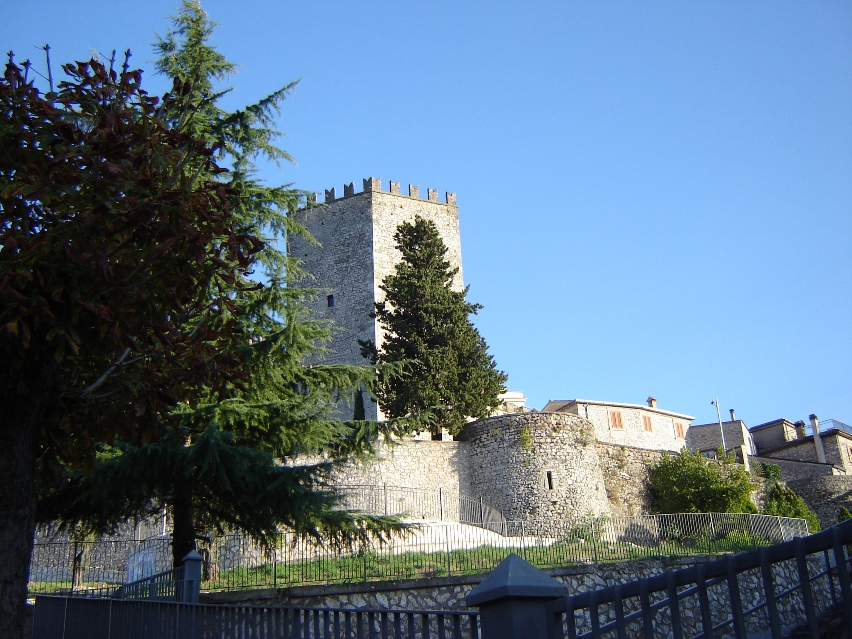
Cetate, Monte San Giovanni Campano, Italia

Cetate este un termen general care definește o construcție înconjurată de ziduri cu rol de apărare. Spre deosebire de termenul de castel, care are un sens strict de reședință nobiliară rurală, termenul de cetate are un sens strict militar, dar foarte larg din punctul de vedere al formelor arhitecturale. În limba română, cetate poate însemna orice formă de fortificație, de la un simplu donjon, până la redute, structuri defensive de tip Vauban, sau la localități medievale înconjurate de ziduri de apărare. Cetățile au jucat un rol militar important, din perioada antică până în secolul al XVIII-lea.

## Donjon
Termenul „donjon” provine din limba franceză (turn de apărare), respectiv latină („dominus” = „domn”). Donjonul era locuit și comandat de către un conducător nobil local. Mai târziu donjonul, mai temeinic fortificat, a devenit centrul cetății, reprezentat prin turnul principal de apărare.

## Burg
Termenul „Burg” înseamnă în limba germană cetate, donjon, fortăreață, iar prin extensie, o așezare medievală cu un statut special, cu caracter militar sau administrativ, de obicei fortificată, ca de exemplu Schäßburg, Klausenburg, Temeschburg, Eisenburg, Salzburg etc.

## Fortăreață
Este o construcție permanentă de sine stătătoare, destinată sistemului de apărare militară, contra armelor de foc, pregătită pentru apărare de lungă durată în caz de asediu. Fortărețele au fost construite din secolul XV până la mijlocul secolului XX, fiind amplasate frecvent pe coasta mării, pentru împiedicarea debarcării trupelor inamice. Unele dintre ele au servit și ca centre administrative, închisori sau garnizoane.
Din punct de vedere etimologic, cuvântul „fortăreață” provine de la termenul latin „fortis” („dur, rezistent, întărit, fortificat”).

## Bastion
In Austria numită „Bastei”, bastionul făcea parte din sistemul de apărare al unei fortificații, fiind caracterizat prin forma proeminentă a construcției. Bastionul crea posibilități apărătorilor fortăreței de a putea trage cu arma de pe poziții laterale, sau din spatele agresorului. Bastionul a fost cunoscut deja din antichitate, având scop de întărire a zidurilor cetății (un exemplu este cel situat deasupra porții de pe Acropole - Atena). Ulterior, bastionul va  deveni treptat partea cea mai înaintată a fortificației, devenind chiar o mică fortificație, independentă de fortăreața propriu-zisă.

## Galerie de imagini

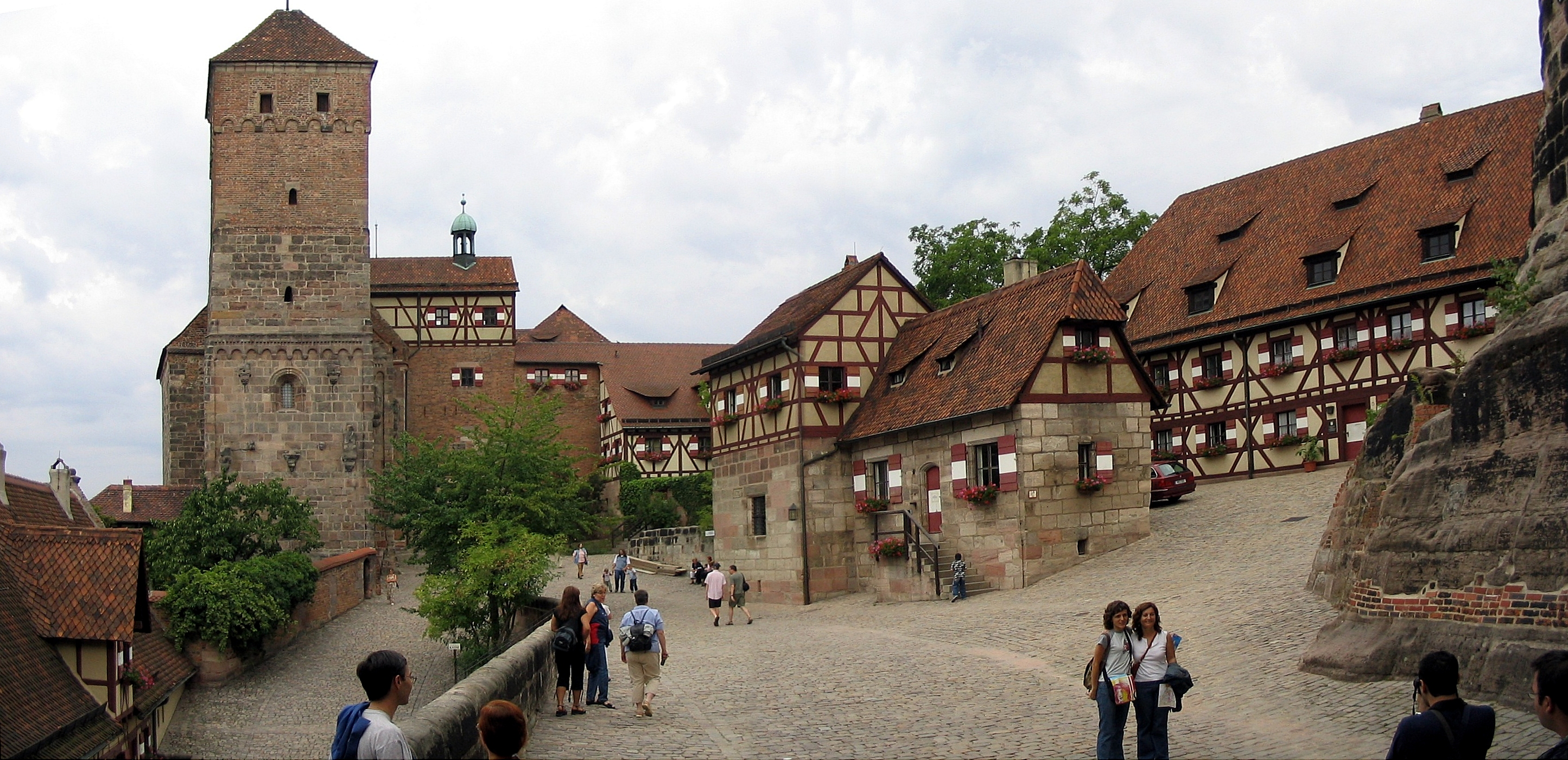
Burgul din Nürnberg (Germania)
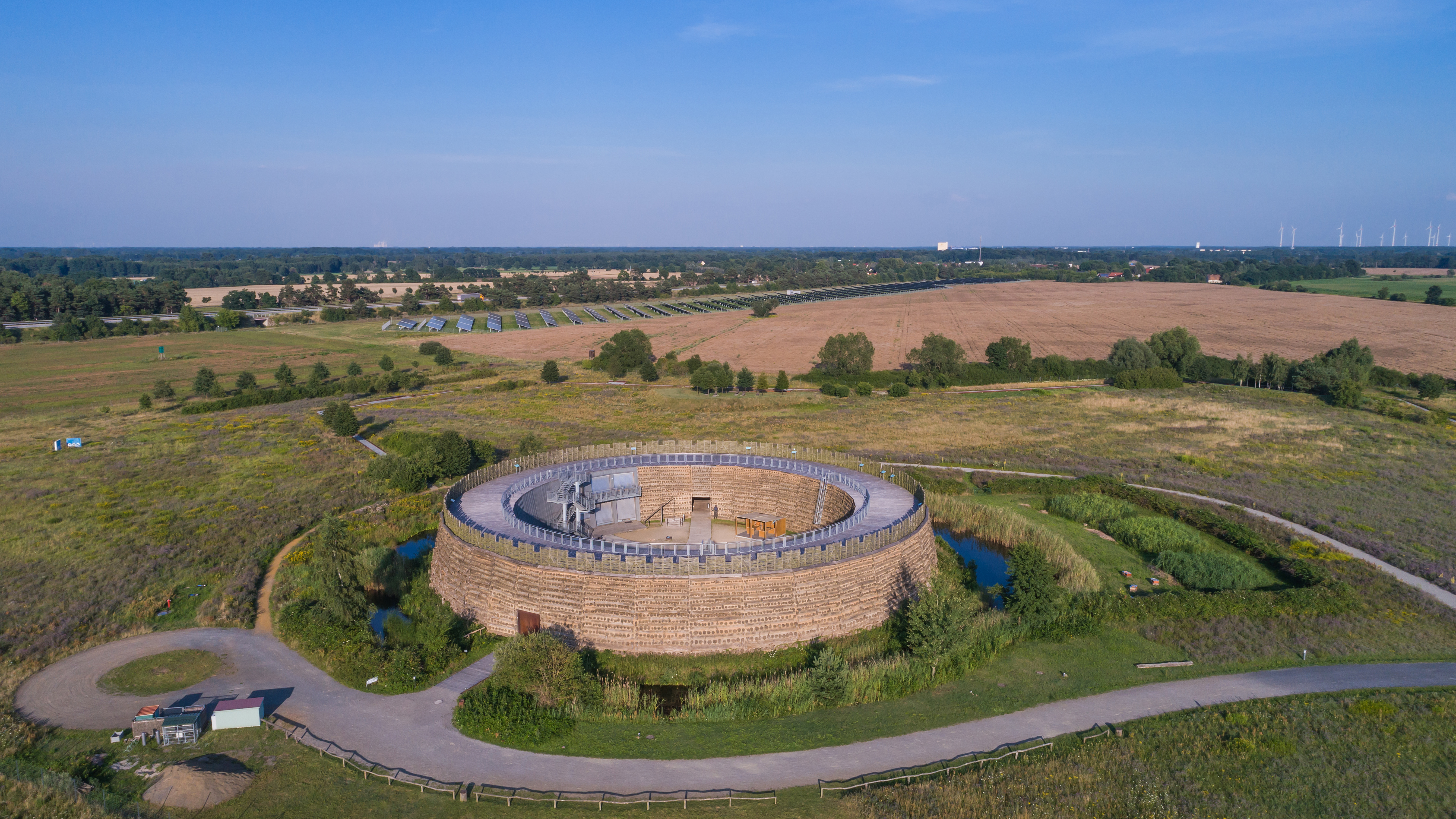
Cetatea Slawenburg Raddusch (Germania)
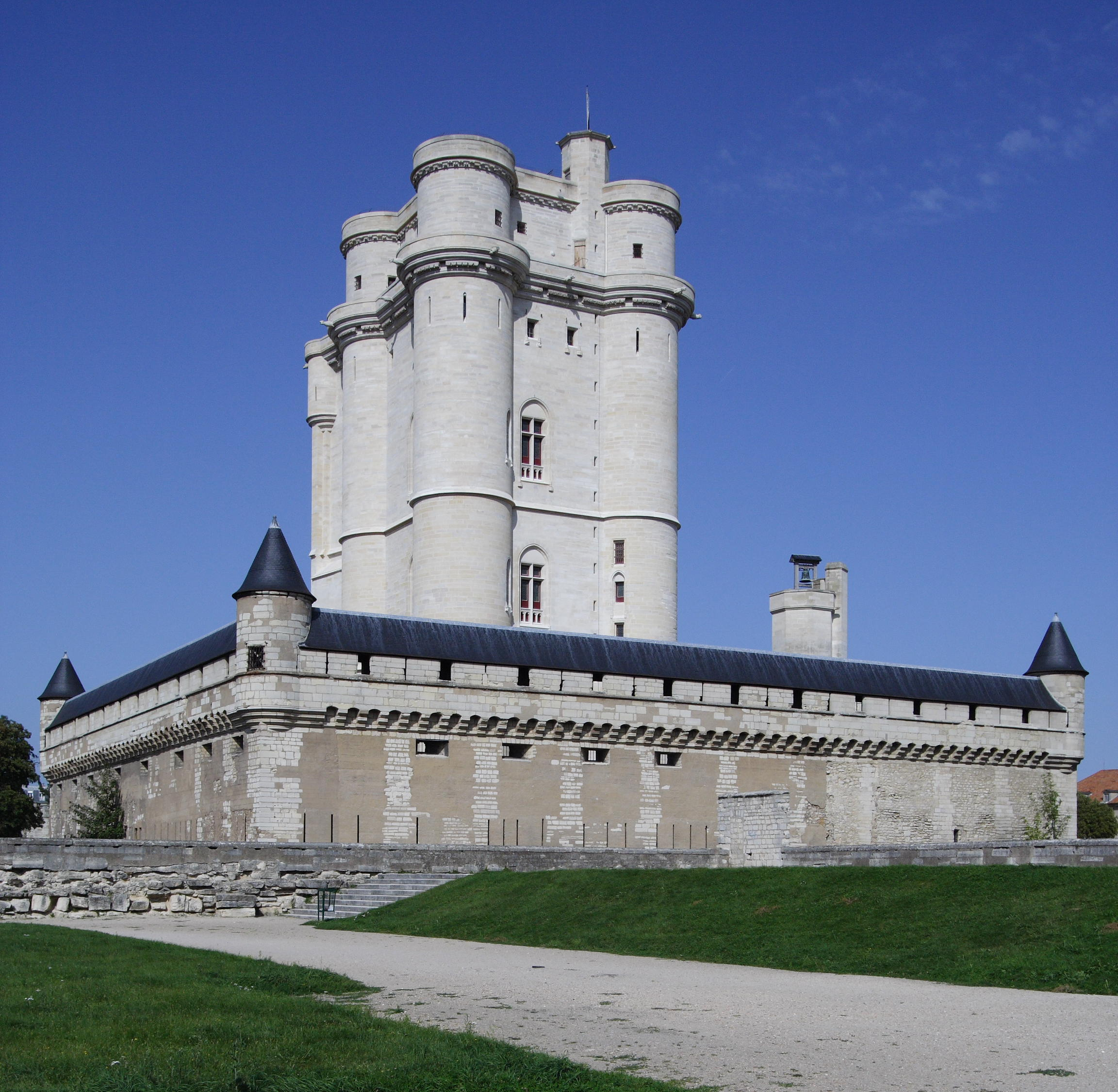
Château de Vincennes (Paris, Franţa)
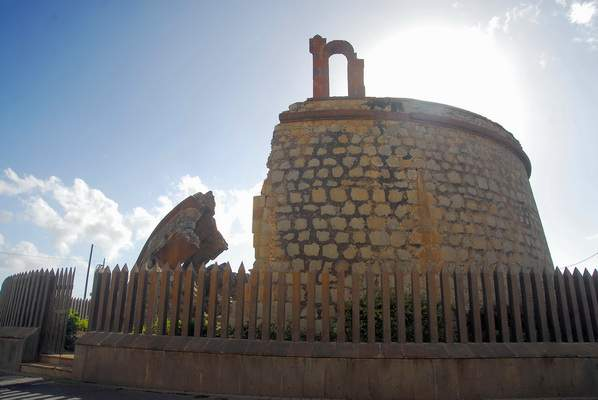
Castelul San Andrés (Tenerife, Spania)
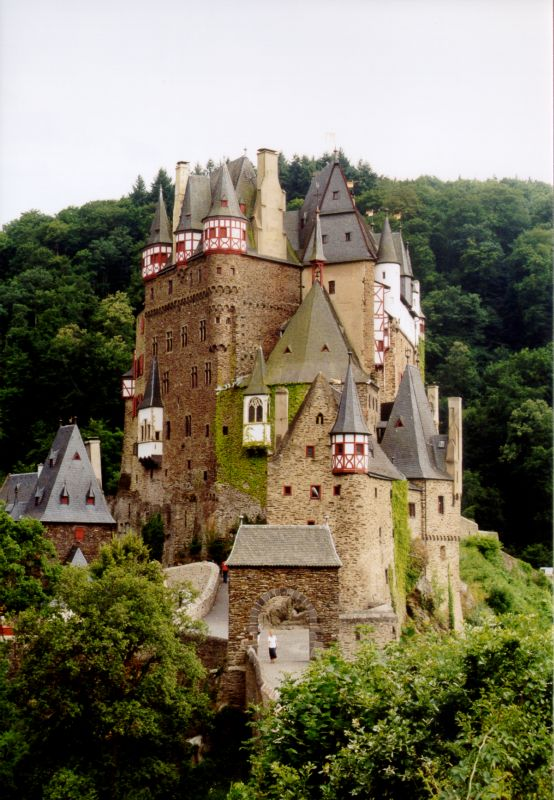
Burg Eltz (Germania)
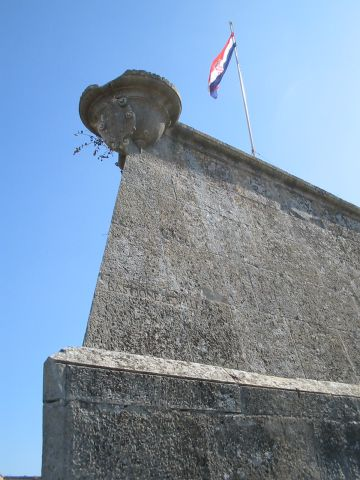
Citadela din Pola, Croaţia
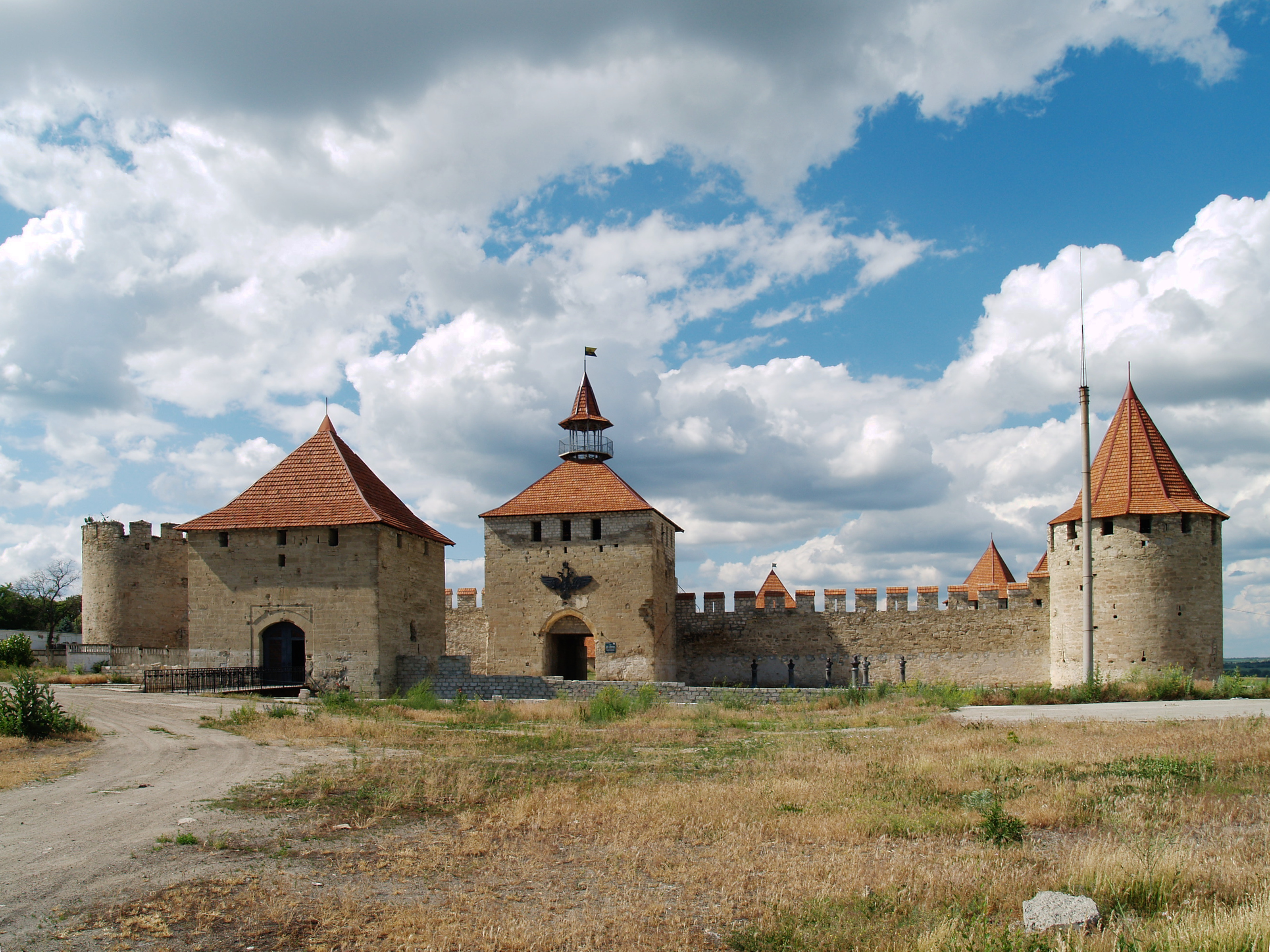
Cetatea Tighina din Tighina (Bender), Republica Moldova
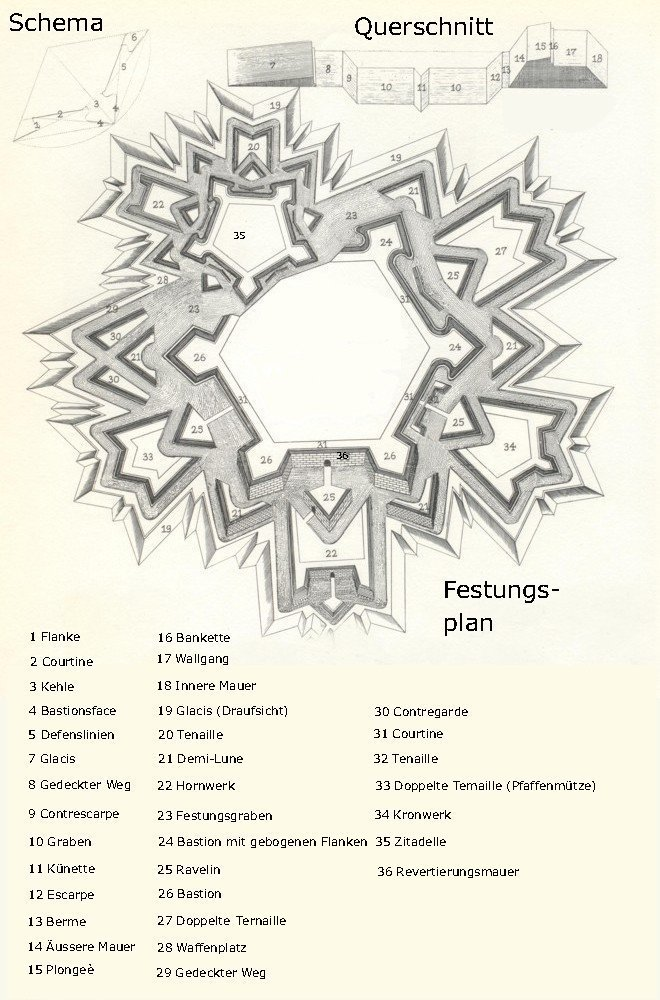
Planul unei cetăţi stelare din epoca moderna